# Дорохін Владислав Олександрович
Владислав Олександрович Дорохін (рос. Владислав Александрович Дорохин; 8 вересня 2000, Єлець, Росія — 21 червня 2022, Єгорівка, Україна) — російський військовик, матрос ВМФ РФ. Герой Російської Федерації.

## Біографія
Навчався в Єлецькій середній загальноосвітній школі №12. В сьомому класі був зарахований в клас кадетського напрямку повітряно-десантних військ. В 2016 році сім'я Дорохіна переїхала в Сімферополь, де він в наступному році закінчив гімназію №1. В 2017 році вступив в Кримський університет культури, мистецтв і туризму за спеціальністю «туризм». В травні 2019 року взяв академічну відпустку і пішов на строкову службу в ракетні війська стратегічного призначення. Після закінчення служби перейшов на заочне навчання.
В лютому 2021 року підписав контракт з Чорноморським флотом і був призначений матросом-мотористом БЧ-5 (електромеханічна частина) сторожового корабля «Ладний», приписаного до порту Севастополя. В 2021/22 роках перебував у відрядженні в Санкт-Петербурзі на будівництві корвета «Ретивий». Навесні 2022 року повернувся в Севастополь. В квітні 2022 року команду «Ладного» перевели на крейсер «Москва», який 14 квітня був потоплений, проте Дорохін не був на борту, оскільки на той момент перебував в наряді на КПП. В травні подав рапорт про переведення в морську піхоту і був призначений стрільцем-навідником БТР 810-ї окремої бригади морської піхоти. З 12 травня брав участь у вторгненні в Україну, бився на Вугледарському напрямку. Загинув у бою. Похований в Сімферополі на цвинтарі «Абдал-2».

## Нагороди
- Золотий значок спортивної організації «Готовий до праці і оборони» (2016/17)
- Орден Мужності (2022, посмертно)
- Звання «Герой Російської Федерації» (20 листопада 2022, посмертно) — «за мужність і героїзм, проявлені під час виконання військового обов'язку.» 22 грудня медаль «Золота зірка» була передана рідним Дорохіна віцеадміралом Віктором Соколовим.

## Вшанування пам'яті
9 грудня 2022 року меморіальна дошка на честь Дорохіна була відкрита на будівлі Єлецької середньої загальноосвітньої школи №12 (якій в 2022 році також було присвоєне його ім'я), 15 грудня — в Сімферопольської гімназії №1.